# 过氧化物酶体

过氧化物酶体的基本结构

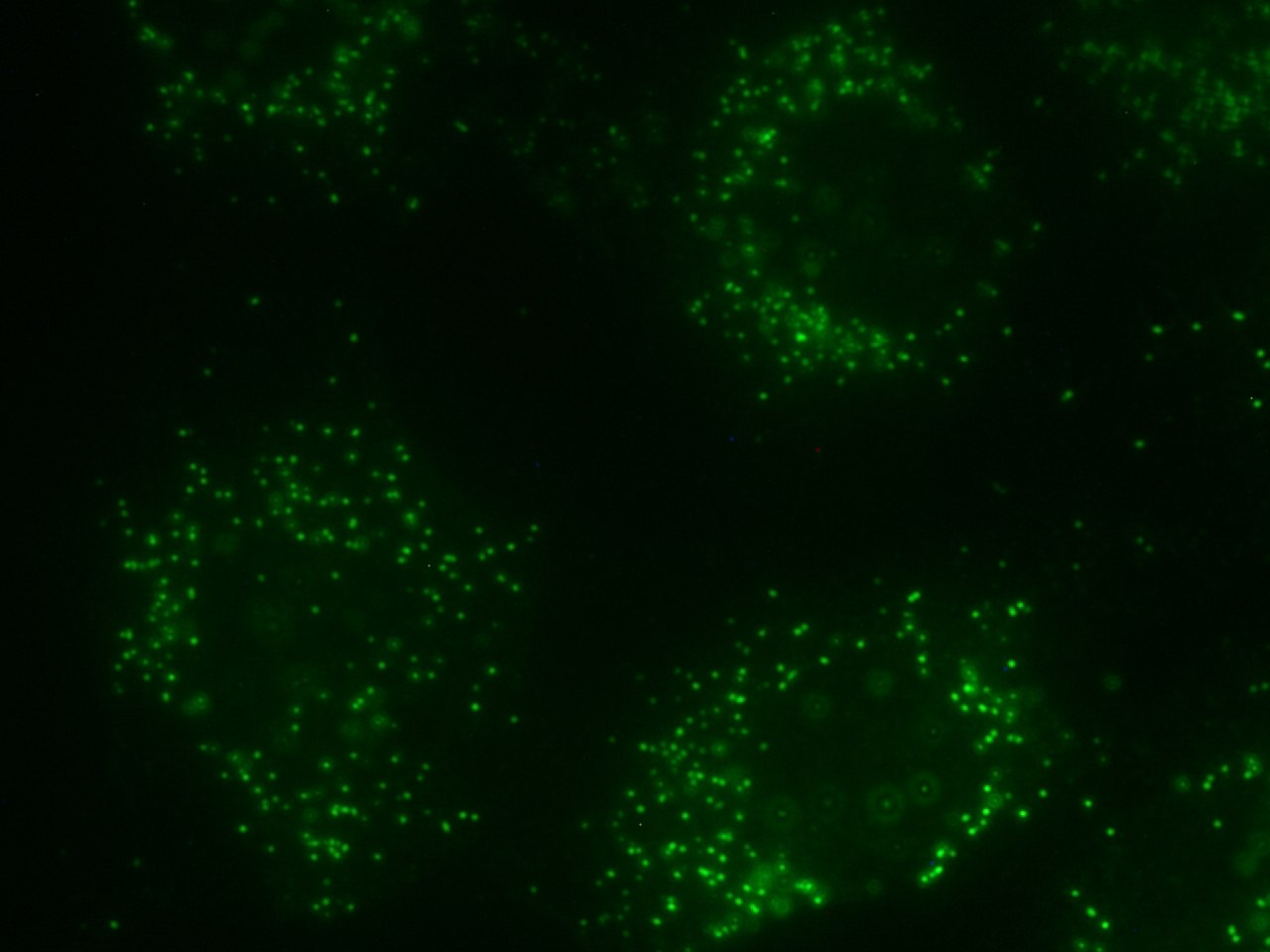
在大鼠新生心肌细胞中的过氧化物酶体

过氧化物酶体（英語：peroxisome）是一种被称为酶体的细胞器，几乎存在于所有真核细胞中。它们参与非常长链脂肪酸，支链脂肪酸，D-氨基酸和多胺的异化作用，活性氧类的还原-尤其是过氧化氢-以及缩醛磷脂的生物合成，即醚磷脂-对于哺乳动物大脑和肺的正常功能至关重要。它们还含有大约10％的在戊糖磷酸途径中两种酶全部活动，这对能量代谢很重要。关于过氧化物酶体是否参与类萜和动物胆固醇合成的争论很激烈。 其他已知的过氧化物酶体功能包括发芽种子中的乙醛酸循环（“glyoxysomes”），叶子中的光呼吸，锥虫中的糖酵解（“糖酵解酶体(glycosome)”），以及某些酵母中的甲醇和/或胺氧化和同化。
過氧化體用外表的單層膜與細胞的原生質分隔開來，膜上有功能重要的膜蛋白，用以向細胞器中輸入蛋白質和促進細胞分裂。與溶酶體不同的是，過氧化物酶體不是由分泌通路產生，而是通過先長大後分裂的自我複製過程產生，也有證據顯示新的過氧化物酶體可以直接產生。

## 历史
过氧化物酶体在1967年被比利时细胞学家克里斯汀·德·迪夫（Christian de Duve）鉴定为细胞器；在此之前的1954年过氧化物酶体首先被一位瑞典博士生 J. Rhodin 所描述。

## 代谢功能
过氧化物酶体的主要功能是通过β-氧化分解非常长链脂肪酸。在动物细胞中，长脂肪酸转化为中链脂肪酸，随后转运至线粒体，最终分解为二氧化碳和水。在酵母和植物细胞中，这一过程仅在过氧化物酶体中进行。

## 其他相关的细胞器
与过氧化物酶体相关的其他微生物家族的细胞器包括在植物和丝状真菌的乙醛酸循环体，在动质体的糖酵解酶体，和在丝状真菌的伏鲁宁体（Woronin body）。